# Sen o Afryce
Sen o Afryce (niem. Schlafkrankheit, 2011) – francusko-niemiecki dramat filmowy w reżyserii i według scenariusza Ulricha Köhlera.
Światowa premiera obrazu miała miejsce 12 lutego 2011 roku podczas 61. Międzynarodowego Festiwalu Filmowego w Berlinie, gdzie film był wyświetlany w Konkursie Głównym. Na tym festiwalu film otrzymał Srebrnego Niedźwiedzia dla najlepszego reżysera.
Polska premiera filmu odbyła się 6 sierpnia 2011 roku podczas Międzynarodowego Festiwalu Filmu i Muzyki Transatlantyk w Poznaniu. Następnie 12 sierpnia dystrybutor AP Mañana wprowadził film do kin na terenie Polski.

## Opis fabuły
Ebbo Velten jest niemieckim lekarzem, który spędził w Afryce kilkanaście lat, pilotując program walki z epidemią śpiączki afrykańskiej w Kamerunie. Jednak obecnie, gdy epidemię udało się opanować, dalsza obecność lekarza na Czarnym Lądzie wydaje się nie mieć już sensu. Żona lekarza postanawia wrócić do niemieckiego miasteczka, skąd wyjechali, a gdzie obecnie przebywa córka Ebba. Wyjazd z Afryki okazuje się jednak niezwykle trudną decyzją, ponieważ Velten zżył się przez lata z kontynentem. Gdy trzy lata po ukazanych wydarzeniach, w miejsce akcji pojawia się przedstawiciel WHO, Francuz Alex, okazuje się, że Velten wciąż tutaj jest.

## Obsada
- Pierre Bokma jako Ebbo Velten
- Jean-Christophe Folly jako Alex Nzila
- Hippolyte Girardot jako Gaspard Signac
- Sava Lolov jako Elia Todorov
- Maria Elise Miller jako Helen Velten
- Francis Noukiatchom jako Monese
- Ali Mvondo Roland jako Ruhemba
- Jenny Schily jako Vera Velten
- Isacar Yinkou jako Joseph

i inni

## Nagrody i nominacje
61. Międzynarodowy Festiwal Filmowy w Berlinie
- nagroda: najlepszy reżyser − Ulrich Köhler
- nominacja: Złoty Niedźwiedź − Ulrich Köhler